# Periegops australia
Periegops australia är en spindelart som beskrevs av Forster 1995. Periegops australia ingår i släktet Periegops och familjen Periegopidae.
Artens utbredningsområde är Queensland. Inga underarter finns listade i Catalogue of Life.